# Ucedo
Ucedo es una localidad española de la provincia de León, en la comunidad autónoma de Castilla y León. Forma parte del municipio de Villagatón junto con: Villagatón, Brañuelas, Culebros, Manzanal del Puerto, Montealegre, Nistoso, Requejo y Corús, La Silva, Tabladas, Valbuena de la Encomienda y Villar.
Ucedo debe su nombre a la urz, una planta abundante en la zona. Este pueblo está rodeado de montañas, la más singular de ellas es el Manzarnoso. En estas montañas habitan corzos, jabalíes, perdices, liebres, zorros y lobos.
Por sus calles se pueden encontrar casas de piedra tradicionales al igual que su iglesia románica. Esta iglesia está dedicada a San Claudio y data de 1492, fecha que se hizo grabar junto con el nombre de la condesa de Baena en su campana.
Se encuentra a una altura aproximada de 1200 metros. Muy cercana a este pueblo pasa la Autovía del Noroeste o A-6.
Todos los años, desde 1985, se celebran las fiestas de Ucedo el primer fin de semana de agosto.